# Herberto Sales
Herberto de Azevedo Sales (Andaraí, 21 de setembro de 1917 – Rio de Janeiro, 13 de agosto de 1999) foi um jornalista e escritor brasileiro.

## Biografia
Filho de Heráclito Sousa Sales e de Aurora de Azevedo. Estudou o ensino fundamental em Andaraí, antiga cidade mineradora da Chapada Diamantina. Foi para Salvador a fim de cursar o ginasial no Colégio Antônio Vieira, de jesuítas, onde seu talento foi observado pelos professores, dentre os quais o Padre Cabral, que já tivera igualmente incentivado os talentos de Anísio Teixeira e Flávio Neves, em Caetité (cidade natal de ambos e onde o jesuíta dirigira o colégio "São Luís Gonzaga"), e, mais tarde, de Jorge Amado.
Apesar do ambiente favorável, Herberto abandonou os estudos no quinto ano, retornando para sua cidade natal, onde viveu até 1948, trabalhando como oficial de cartório. Trabalhou, ainda, como garimpeiro e comerciante, atividades que lhe deram a base e conhecimento para sua primeira obra.
Ali escreveu e publicou, em 1944, seu romance de estreia, Cascalho, baseado na vida dos mineradores de diamantes e considerado um clássico do regionalismo literário. Mas a recepção do livro em Andaraí, terra natal do escritor, não foi das melhores. Ele começou a sofrer  ameaças de morte por parte dos
mandões locais, os "coronéis", que se sentiram representados de maneira pouco lisonjeira no romance. Por outro lado a publicação do livro colocara Sales no cenário intelectual nacional. Assim, ele decide  mudar-se para o Rio de Janeiro, então capital da República, onde passa a laborar como jornalista em diversos órgãos da imprensa, com destaque para a revista O Cruzeiro que, durante décadas, foi o mais importante periódico do Brasil.
Em 1974 muda-se para Brasília, onde ocupa a função de diretor no Instituto Nacional do Livro. No governo José Sarney é nomeado assessor da Presidência da República, até quando, em 1986, foi a Paris, na condição de adido cultural da Embaixada do Brasil.
Quando volta ao país, busca o isolamento na pequena cidade de São Pedro da Aldeia. Era casado com Maria Juraci Xavier Chamusca Sales, com quem teve três filhos. 

## Obras
- Cascalho, romance (1944)
- Os Belos Contos da Eterna Infância, antologia (1948)
- Baixo Relêvo, crônica (1954)
- Além dos Marimbus, romance (1961)
- Dados Biográficos do Finado Marcelino, romance (1965)
- Histórias Ordinárias, contos (1966)
- O Sobradinho dos Pardais, infanto-juvenil (1969)
- O Lobisomem e outros contos folclóricos, contos (1970)
- Uma Telha de Menos, contos (1970)
- O Japão: experiências e observações de uma viagem, notas de viagem (1971)
- A Feiticeira da Salina, infanto-juvenil (1974)
- A Vaquinha Sabida, infanto-juvenil (1974)
- O Homenzinho dos Patos, infanto-juvenil (1975)
- O Fruto do Vosso Ventre, romance (1976)
- O Casamento da Raposa com a Galinha, infanto-juvenil (1979)
- Armado Cavaleiro o Audaz Motoqueiro, contos (1980)
- O Burinho que Queria ser Gente, infanto-juvenil (1980)
- Os Pequenos Afluentes, contos (1980)
- Einstein, o Minigênio, romance (1983)
- Os Pareceres do Tempo, romance (1984)
- O Menino Perdido, infanto-juvenil (1984)
- A Volta dos Pardais do Sobradinho, infanto-juvenil (1985)
- A Porta de Chifre, romance (1986)
- Subsidiário, memórias (1988)
- Na Relva da tua Lembrança, memórias (1988)
- Andanças por umas Lembranças (Subsidiário 2), memórias (1990)
- O Urso Caçador, infanto-juvenil (1991)
- Eu de mim com cada um de mim (Subsidiário 3), memórias (1992)
- Rio dos Morcegos, romance (1993)
- As Boas Más Companhias, romance (1995)
- Rebanho do Ódio, romance (1995)
- A Prostituta, romance (1996)
- História natural de Jesus de Nazaré: uma narrativa cristã, romance (1997)

## Academia Brasileira de Letras
Foi eleito em 6 de abril de 1971 para ocupar a cadeira 3 da Academia Brasileira de Letras, que tem por patrono Artur de Oliveira, como seu quarto ocupante, sendo recebido em 21 de setembro do mesmo ano por Marques Rebelo.
Quando de seu falecimento, em 1999, teve o corpo velado no Salão dos Poetas Românticos, no Petit Trianon, sede do Silogeu brasileiro. Foi sepultado no Cemitério São João Batista, no Mausoléu da Academia.
Pertencia, também, à Academia Brasiliense de Letras.

## Filmografia
- Cascalho, de Tuna Espinheira (2004)